# Hotel Gambrinus v Ostravě
Hotel Gambrinus v Moravské Ostravě byl postaven v letech 1891–1892 na místě staršího dříve právovárečného domu. Novostavbu v historizujících formách projektoval architekt Felix Neumann pro svého otce a majitele domu Emanuela Neumanna. V objektu bylo hotelové ubytování, restaurace, kavárna a pivnice. Dům se nachází na Masarykově náměstí, spadá do městské památkové zóny Moravská Ostrava a je zapsán jako kulturní památka.
Ze slavných hostů byl v hotelu ubytován například arcivévoda Rainer Ferdinand von Österreich (1827–1913), člen rodu Habsburků a vrchní velitel c. k. zeměbrany, při své návštěvě Ostravy v roce 1896.
V roce 1917 získala dům Pozemková banka a již tehdy byl objekt pro nový účel adaptován. Průčelí bylo do dnešní podoby upraveno v roce 1924. V souvislosti s využitím domu pro peněžní ústav (nyní již Pražskou úvěrní banku) byla do štítu domu instalována hlava Merkura.
V přízemí domu je dnes lékárna a ve vyšších patrech ordinace lékařů a kanceláře. Ve třetím patře budovy se nacházejí sbírky a expozice Citerária, soukromého muzea citer.